# 32 Pułk Artylerii Przeciwlotniczej

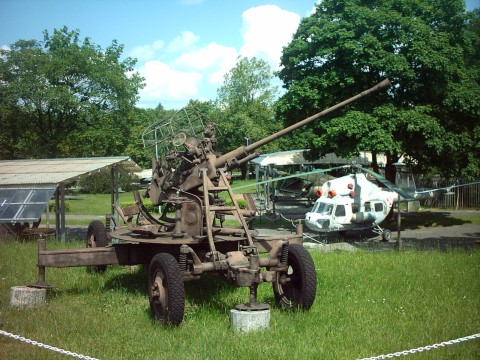
37 mm armata przeciwlotnicza wz. 1939

32 Samodzielny Pułk Artylerii Przeciwlotniczej (32 paplot) – oddział artylerii przeciwlotniczej ludowego Wojska Polskiego
Pułk został sformowany w Zamościu na podstawie rozkazu Naczelnego Dowództwa Wojska Polskiego nr 50 z 10 października 1944 roku. Pułk wchodził w skład Odwodu Naczelnego Dowództwa WP. W 1944 roku osłaniał tyły armii w okolicach Węglina. W lutym 1945 roku przeszedł do Włoch i tu pozostał do końca wojny. W październiku 1945 roku został rozformowany.

## Dowódcy
- mjr Wilhelm Wierzbicki
- ppłk Aleksander Iliaszewicz

## Skład etatowy
dowództwo i sztab
- 4 x bateria artylerii przeciwlotniczej
- kompania wielkokalibrowych karabinów maszynowych
- pluton sztabowy
- pluton amunicyjny
- kwatermistrzostwo

Razem:
żołnierzy – 520
sprzęt:
- 37 mm armaty przeciwlotnicze – 24
- 12,7 mm przeciwlotnicze karabiny maszynowe – 16
- samochody – 69